# Tit Sexti Magi Laterà
|  | Per a altres significats, vegeu «Tit Sexti Laterà (cònsol 197)». |

Tit Sext Magi Laterà (llatí: Titus Sextius Magius Lateranus) va ser un magistrat romà membre de la família dels Laterans, a la qual va pertànyer el primer cònsol plebeu Luci Sexti Sextí Laterà, l'any 366 aC. Formaven part de la gens Sèxtia.
Va viure durant la segona meitat del segle i i la primera meitat del segle ii. Laterà va ser cònsol l'any 94 i tenia com a col·lega Luci Noni Calpurni Torquat Asprenat. Només es coneix la seva vida a partir d'inscripcions.
Va ser cònsol l'any 94 sota l'emperador Domicià. Es va casar amb la noble romana Volúsia Torquata, una de les filles de Quint Volusi Saturní i de la seva dona Nònia Torquata. Entre els seus descendents, probablement un fill, hi havia Tit Sexti Corneli Africà, que va ser cònsol l'any 112.